# العلاقات الأمريكية الفيجية
العلاقات الأمريكية الفيجية هي العلاقات الثنائية التي تجمع بين الولايات المتحدة وفيجي.

## مقارنة بين البلدين
هذه مقارنة عامة ومرجعية للدولتين:
| وجه المقارنة                                              | الولايات المتحدة                                                                                                  | فيجي                                                                 |
| --------------------------------------------------------- | --- | -------------------------------------------------------------------- |
| المساحة (كم2)                                             | 9.83 مليون | 18.27 ألف                                                            |
| عدد السكان (نسمة)                                         | 311.58 مليون | 915.30 ألف                                                           |
| الكثافة السكانية (ن./كم²)                                 | 31.7 | 50.1                                                                 |
| العاصمة                                                   | واشنطن العاصمة | سوفا                                                                 |
| اللغة الرسمية                                             | لغة إنجليزية | لغة إنجليزية، اللغة الفيجية، اللغة الفيجي الهندية، اللغة الهندستانية |
| العملة                                                    | دولار أمريكي | دولار فيجي                                                           |
| الناتج المحلي الإجمالي (بليون دولار)                      | 19.39 تريليون | 5.06 مليار                                                           |
| الناتج المحلي الإجمالي (تعادل القوة الشرائية) بليون دولار | 18.04 تريليون | 8.32 مليار                                                           |
| الناتج المحلي الإجمالي الاسمي للفرد دولار أمريكي          | 56.12 ألف | 4.96 ألف                                                             |
| الناتج المحلي الإجمالي للفرد دولار أمريكي                 | 54.63 ألف | 8.79 ألف                                                             |
| مؤشر التنمية البشرية                                      | 0.920 | 0.727                                                                |
| رمز المكالمات الدولي                                      | +1 | +679                                                                 |
| رمز الإنترنت                                              | .us، حكومة، .mil، Edu.                                                                                            | .fj                                                                  |
| المنطقة الزمنية                                           | توقيت ساموا الأمريكية، توقيت أطلنطي موحد، منطقة زمنية وسطى، توقيت ألاسكا ‏، المنطقة الزمنية الجبلية، توقيت تشامرو ‏ | ت ع م+12:00                                                          |

## منظمات دولية مشتركة
يشترك البلدان في عضوية مجموعة من المنظمات الدولية، منها:
| علم المنظمة | اسم المنظمة                               | تاريخ انضمام الولايات المتحدة | تاريخ انضمام فيجي |
| ----------- | ----------------------------------------- | ----------------------------- | ----------------- |
|             | وكالة ضمان الاستثمار متعدد الأطراف        | 12 أبريل 1988                 | 24 سبتمبر 1990    |
|             | الاتحاد الدولي للاتصالات                  | 1 يوليو 1908                  | 5 مايو 1971       |
|             | يونسكو                                    | 4 نوفمبر 1946                 | 14 يوليو 1983     |
|             | الأمم المتحدة                             | 24 أكتوبر 1945                | 13 أكتوبر 1970    |
|             | بنك التنمية الآسيوي                       | 1966                          | 1970              |
|             | المركز الدولي لتسوية المنازعات الاستشارية | 14 أكتوبر 1966                | 10 سبتمبر 1977    |
|             | البنك الدولي للإنشاء والتعمير             | 27 ديسمبر 1945                | 28 مايو 1971      |
|             | مؤسسة التمويل الدولية                     | 20 يوليو 1956                 | 12 يوليو 1979     |
|             | منظمة الشرطة الجنائية الدولية             | ?                             | ?                 |
|             | مؤسسة التنمية الدولية                     | 24 سبتمبر 1960                | 29 سبتمبر 1972    |
|             | الاتحاد البريدي العالمي                   | ?                             | ?                 |
|             | منظمة حظر الأسلحة الكيميائية              | ?                             | ?                 |
|             | المنظمة الهيدروغرافية الدولية             | ?                             | ?                 |
|             | منظمة التجارة العالمية                    | ?                             | ?                 |

## أعلام
هذه قائمة لبعض الشخصيات التي تربطها علاقات بالبلدين:
- تامينا (مصارعة محترفة من الولايات المتحدة الأمريكية، 10 يناير 1978[27] – )
- جيمي سنوكا (مصارع محترف من الولايات المتحدة الأمريكية، 18 مايو 1943[28][29] – 15 يناير 2017[28][29])
- داينا جان (مغنية من الولايات المتحدة الأمريكية، 22 يونيو 1997 – )

## وصلات خارجية
- موقع وزارة الخارجية الأمريكية
- موقع وزارة الخارجية الفيجية